# Song Pradtana
Bóng đêm tội ác là một bộ phim truyền hình Thái Lan dài 22 tập, khởi chiếu vào năm 2010. Bộ phim có sự tham gia của Nawat Kulrattanarak, Paula Taylor, Pimmada Boriruksuppakorn, Ratchanont Suprakob, Airin Yoogthatat...

## Nội dung
Pradtana Taratong - Nueng (Pim) kế hôn với Tee Yot (Pong) theo sự sắp đặt của ba cô. Cha của Nueng và Tee Yot, chủ khu resort Tabanahat Tara là đối tác vì thế Tee Yot kết hôn với Nueng dù không có tình yêu. Tuy nhiên, ngay trong đêm thành hôn, Nichada (Khem), bạn gái cũ của Tee Yot xuất hiện và yêu cầu được có việc làm vì chồng cô ta vừa qua đời. Vì cảm thông mà Tee Yot chấp nhận cho Nichada ở lại khu resort và trở thành trợ lý của Tee Yot.Ratree, người giúp việc cận thân của Nueng không tin tưởng Nichada vì những hành vi kỳ lạ của cô ta, vì thế Ratree đã nhắc Nueng phải chú ý. Nueng đã tìm ra một valy đầy tiền trong phòng của Nichada. Sau đó Nueng đã điều tra Nichada và nhận ra cô ta là vợ của Peytoon, thư ký của một chính trị gia quyền lực. Peytoon vừa được phát hiện đã chết cùng với sự biến mất của 50 triệu Bath. Nueng định thông báo những chuyện cô khám phá được với Tee Yot tuy nhiên Nichada đã phát hiện và đã giết Nueng. Feuang đã cứu được Nueng. Nhưng Nueng hoàn toàn bị sốc và hoảng loạn. Vì vậy mà Feuang tin Tee Yot chính là người đã giết Nueng. Feung đã tráo đổi quần áo của Neung cho Ratree, người giúp việc đã bị giết chết khi đi tìm Nueng. Điều này đã làm cho tất cả mọi người, kể cả Tee Yot tin rằng Neung đã qua đời.
Trong lúc hỗn loạn thì Nueng bỏ chạy và gặp được Sarit (Guy), một cảnh sát trẻ. Sarit nhận thấy Nueng đang bị chấn động tâm lý nên đã đưa cô đi điều trị.
Thậm chí cho dù Tee Yot có nghi ngờ về cái chết của Nueng, anh cũng không thể làm được gì bởi vì một cơn bão đã ập đến và ảnh hưởng đến khu resort. Tee Yot cần tiền để sửa chữa mọi thứ vì thế Tee Yot đã đóng tài khoản ngân hàng, rút tiền của Pratana Taratong nhưng thật ra là thuộc sở hữu của Bpla (Paula), người có cả tên lẫn họ đều giống Nueng. Bpla đã nhờ bạn thân Wanalee (Airin) cùng cô đến khu resort đã đòi lại tiền từ tay Tee Yot. Nhưng khi đến nơi thì Bpla và Wanalee đã tìm ra sự đáng ngờ trong cái chết của Nueng.
Bpla từ từ tìm ra mọi thứ và trở nên thân thiết với Tee Yot. Nichada ghen tị vì tìm mọi cách đẩy Bpla vào sự nguy hiểm và dàn cảnh để Bpla tin rằng Tee Yot đứng sau mọi chuyện. Wanalee sau đó đã cầu xin Bpla quay trở lại Bangkok vì sự an toàn của họ.
Sarit bắt đầu yêu Nueng và tìm hiểu về thân thế của cô để giúp đỡ cô. Bpla đến thâm Wannalee và vô tình làm rơi tấm hình của Tee Yot. Nueng nhìn thấy tấm hình và nhận ra nổi giận. Vì thế Bpla tin là Nueng phải quen biết Tee Yot. Sau đó Bpla đã khám phá ra được sự thật từ Poom (Puri), một người rất thân thiết với Tee Yot và biết được Nueng chính là vợ của Tee Yot. Do vậy mà Bpla cũng cho là Tee Yot chính là người đứng đằng sau âm mưu giết vợ.
Bpla đã quay lại khu resort với hy vọng tìm ra bằng chứng chống lại Tee Yot. Nueng cũng bắt đầu cảm thấy khá hơn và trở về nhà...

## Diễn viên
- Nawat Kulrattanarak vai Theeyot Palintorn
- Paula Taylor vai "Pradtana"/ Pradtana Tharathong
- Pimmada Boriruksuppakorn vai Pradtana Tharathong/ "Nueng"
- Ratchanont Suprakob vai Sarit / "Rit"
- Rujira Chuaykua vai Nichada / "Nit"
- Puri Hiranprueck vai Poom
- Airin Yoogthatat vai Wanawalee /  "Wan"
- Ranya Siyanon vai Feaung
- Panomkorn Tungtatsawat vai Surachet
- Rasee Wacharapolmek vai Dr. Nuanla-or

## Ca khúc nhạc phim
- คำถามของหัวใจ / Kum Tahm Kaung Hua Jai – Nan Watiya